# Rhytipterna
Rhytipterna – rodzaj ptaków z podrodziny tyranek (Tyranninae) w rodzinie tyrankowatych (Tyrannidae).

## Występowanie
Rodzaj obejmuje gatunki występujące w południowym Meksyku, Ameryce Centralnej i Południowej.

## Morfologia
Długość ciała 18–21 cm, masa ciała 19,5–40 g.

## Systematyka

### Etymologia
- Rhytipterna: gr. ῥυτις rhutis, ῥυτιδος rhutidos „zmarszczka”; πτερνα pterna „pięta”[6].
- Casiornis: gr. κασια kasia „drzewo cynamonowe”; ορνις ornis, ορνιθος ornithos „ptak”[7]. Gatunek typowy: Casiornis typus Des Murs, 1856 (= Thamnophilus rufus Vieillot, 1816).

### Podział systematyczny
Do rodzaju należą następujące gatunki:
- Rhytipterna simplex (M.H.C. Lichtenstein, 1823) – pokutnik szary
- Rhytipterna holerythra (P.L. Slater & Salvin, 1860) – pokutnik rdzawy
- Rhytipterna immunda (P.L. Sclater & Salvin, 1873) – pokutnik jasnobrzuchy
- Rhytipterna rufa (Vieillot, 1816) – rdzaweczka jednobarwna
- Rhytipterna fusca (P.L. Sclater & Salvin, 1873) – rdzaweczka białogardła